# Дунклеостей
Дунклеосте́й (Dunkleosteus, букв. «кістка Дункла», на честь Девіда Дункла) — викопний рід великих артродірних риб, що існував у пізньому девоні, приблизно 382—358 мільйонів років тому. Це була пелагічна риба, що мешкала у відкритих водах і була одним з перших вищих хижаків будь-якої екосистеми.
Рід Dunkleosteus налічує десять видів, деякі з яких були одними з найбільших плакодерм, що коли-небудь жили: D. terrelli, D. belgicus, D. denisoni, D. marsaisi, D. magnificus, D. missouriensis, D. newberryi, D. amblyodoratus, D. raveri та D. tuderensis. Найбільшим і найвідомішим видом є D. terrelli. Оскільки пропорції його тіла невідомі, за різними оцінками, довжина найбільшого відомого екземпляра становить від 4,1 до 10 м, а вага — близько 1—4 т. Проте дані про довжину в 5 м і більше є недостатньо обґрунтованими — останні дослідження свідчать на користь менших оцінок.
Дунклеостей був здатен швидко клацати щелепами, створюючи ефект всмоктування, та мав силу укусу, яка вважається найвищою серед усіх живих або викопних риб і однією з найвищих серед усіх тварин.

## Опис

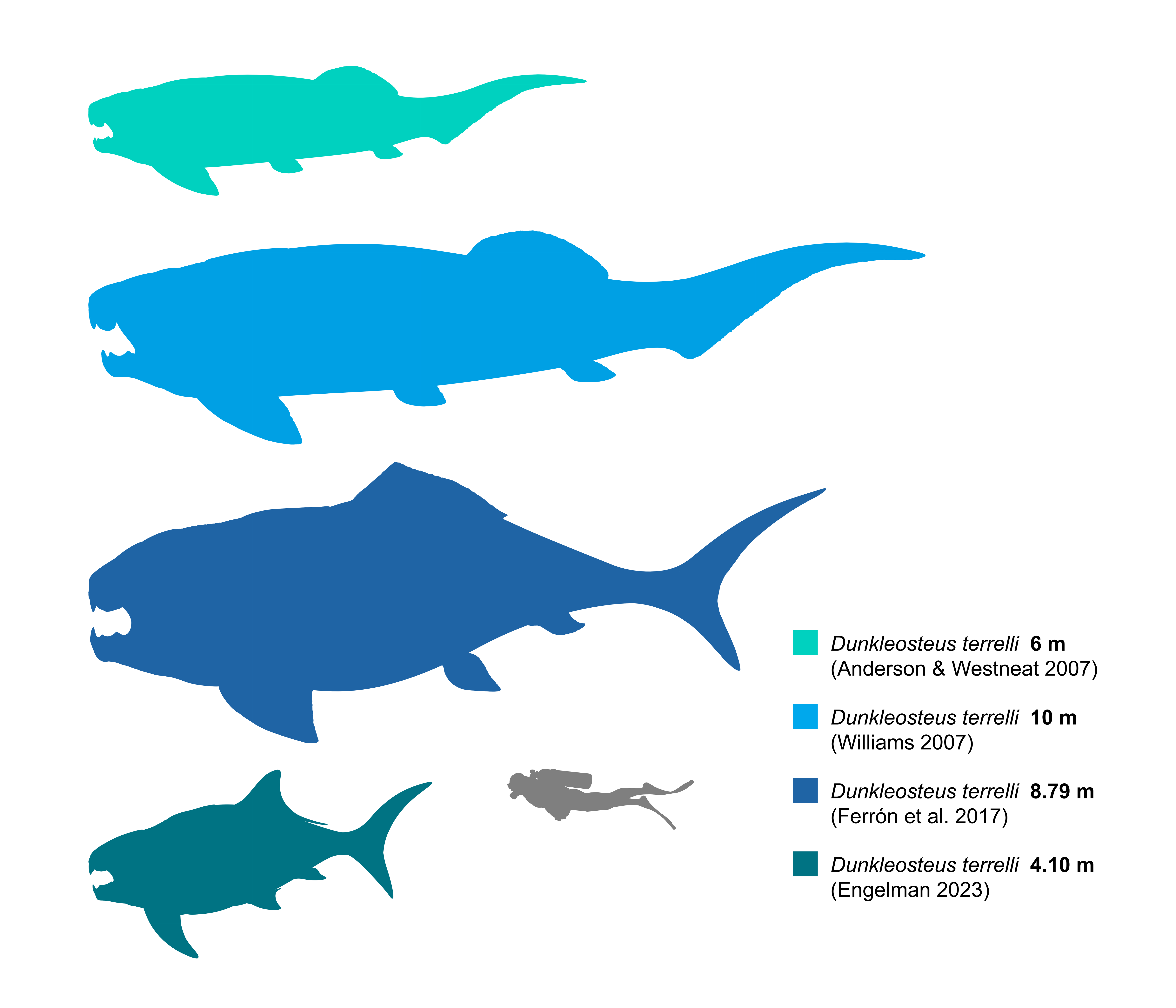
Порівняння кількох оцінок розмірів для D. terrelli

Дунклеостеус був вкритий дермальною кісткою, що утворювала панцирні пластини по всьому черепу і передній частині тулуба. Цю броню часто описують з товщиною 5,1—7,6 см, але це лише поперек потовщеної потиличної пластини в задній частині черепа. Потовщення потиличної пластини є загальною ознакою артродірів клади Eubrachythoraci. На решті тіла панцир, як правило, набагато тонший, лише 0,84—2,54 см завтовшки.

Переважно збереглися лише скам'янілості передніх відділів та броні, а отже, зовнішній вигляд інших частин риби здебільшого невідомий. Насправді лише близько 5 % зразків Dunkleosteus мають більше чверті збереженого скелета. Через це багато реконструкцій задніх кінцівок часто ґрунтуються на скам'янілостях менших за розмірами артродірів, таких як Coccosteus, що призводить до значних розбіжностей в оцінках розмірів.
Dunkleosteus terrelli — один з найбільших відомих плакодерм, максимальний розмір якого різні дослідники оцінюють у межах 4,1—10 метрів. Однак, більшість наведених оцінок довжини є спекулятивними й не мають кількісного або статистичного підтвердження, а довжина 5 м або більше є погано обґрунтованою. Більшість досліджень, які оцінюють довжину Dunkleosteus terrelli, не надають інформації про те, як ці оцінки були розраховані, які вимірювання були використані для їхнього масштабування, або які зразки були досліджені. Більшість з них базуються або на CMNH 5768 (найбільший повний панцир D. terrelli), або на CMNH 5936 (найбільший відомий фрагмент щелепи).
Dunkleosteus мав відносно добре, як для девонських тварин, розвинені щелепи (хоча перші щелепні з'явилися ще в силурі). Замість зубів у нього були великі кісткові пластини, корисні для роздроблення панцирів амонтів та інших плакодерм. При вивченні в Чиказькому університеті біомеханічної комп'ютерної моделі щелеп Dunkleosteus було визначено, що вони могли розвивати тиск в 55 МПа, а це можна порівняти з укусом крокодилів. Щобільше, Dunkleosteus міг відкривати рот за 1/50 секунди, в результаті чого потік води просто засмоктував в нього жертву.

## Палеобіологія

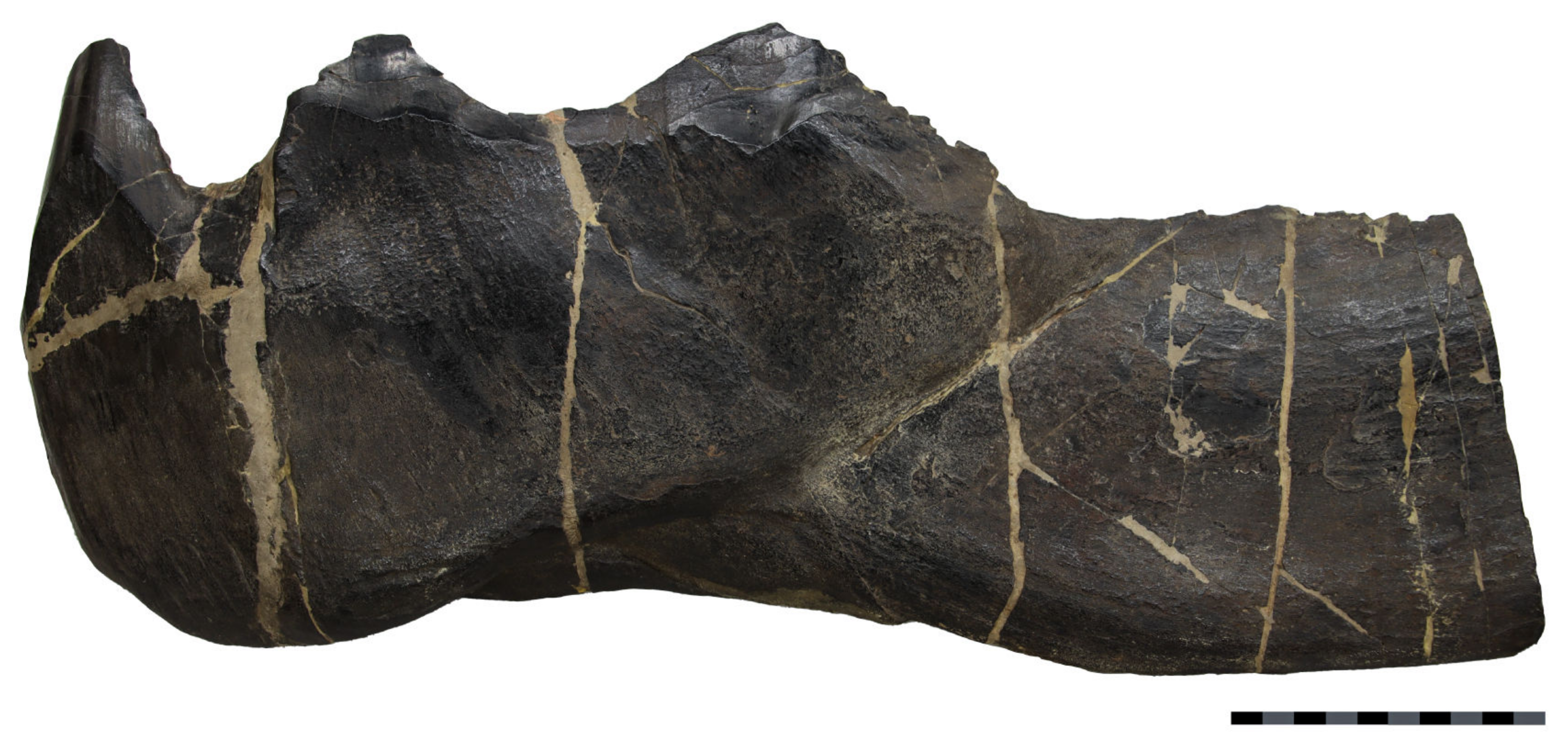
Часткова нижня щелепа, зразок CMNH 5936. Масштаб = 10 см

Рештки Dunkleosteus часто виявляються поряд із пережованими кістками. Припускається, що він подібно до інших плакодерм міг відригувати ті кістки, які не міг переварити. Зразок дунклеостея (CMNH 5302) та Titanichthys (CMNH 9889) демонструють пошкодження, які вказують на сліди проколів від кісткових іклів інших дунклеостеїв.
Dunkleosteus, разом з більшістю інших плакодерм, можливо, були одними з перших хребетних, які внутрішньо запліднювали яйцеклітини, як це спостерігається у деяких сучасних акул. Деякі інші плакодерми були виявлені з доказами того, що вони могли бути живородящими, зокрема демонструючи можливі зразки пуповини.

## Історія відкриття

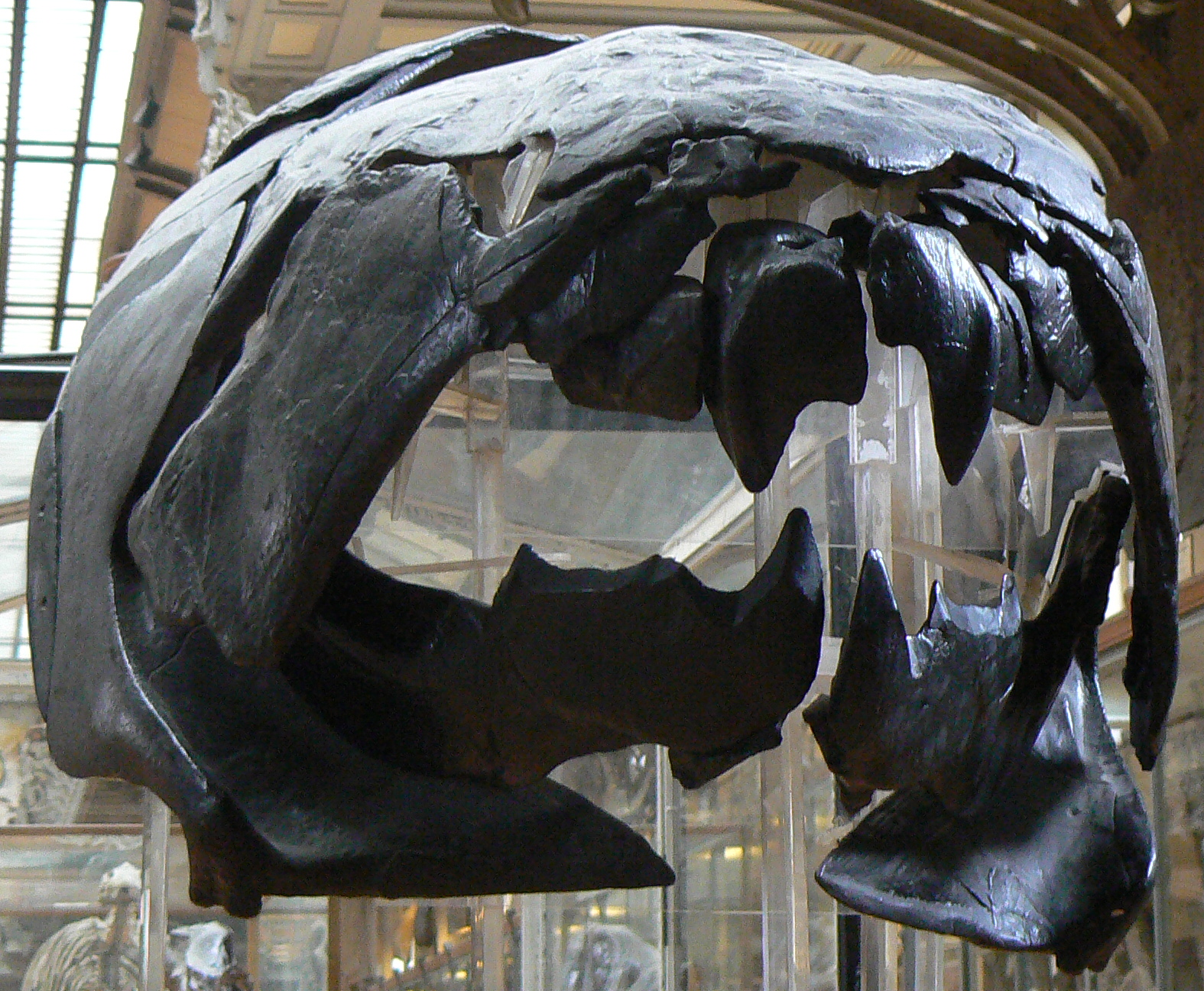
Череп Dunkleosteus, Національний музей природознавства, Париж, Франція

Дунклеостей був названий Жан-П'єром Леманом (фр. Jean Pierre Lehman) у 1956 році на честь Девіда Дункла (1911—1984), колишнього куратора відділу палеонтології хребетних у Клівлендському музеї природознавства. Назва роду Dunkleosteus поєднує прізвище Девіда Дункла з грец. ὀστέον (ostéon, «кістка»), та буквально означає «кістка Дункла».
Зразки Dunkleosteus експонуються в багатьох музеях світу, більшість з яких є копіями екземпляра CMNH 5768, найбільшої добре збереженої особини D. terrelli. Оригінал CMNH 5768 виставлений у Клівлендському музеї природознавства.

### Таксономія
Рід Dunkleosteus був виділений зі складу роду Dinichthys (це зробив у 1956 році Жан-П'єр Леман) та класифікований як окремий рід. Типовий вид цього роду — Dunkleosteus terrelli — описав в 1873 році Джон Ньюберрі під назвою Dinichthys terrelli. Рід Dunkleosteus довго включали до родини Dinichthyidae, але у 2010 році його разом з кількома іншими родами перенесли до родини Dunkleosteidae.